# Famille Mathieu de La Redorte
Cette page explique l’histoire ou répertorie les différents membres de la famille Mathieu de La Redorte.
La famille Mathieu de La Redorte est une famille éteinte de la noblesse française, originaire de Rouergue, qui s'est distinguée par les fonctions militaire et politiques occupées par ses membres.
Elle a été illustrée par David Mathieu de La Redorte, militaire, (1768-1833).

## Histoire
Il s'agit d'une famille issue de la bourgeoisie protestante du Languedoc.
Elle a été anoblie sous le Premier Empire en obtenant un titre de comte. Elle a été confirmée dans sa noblesse en obtenant un titre de baron sous la Restauration.
David Mathieu de La Redorte adjoint à son nom celui de son château, y étant autorisé par une ordonnance du 9 avril 1817.

## Personnalités
- David Mathieu de La Redorte (1768-1833), homme politique et militaire ;
- Joseph de La Redorte (1803-1886), homme politique, fils du précédent.

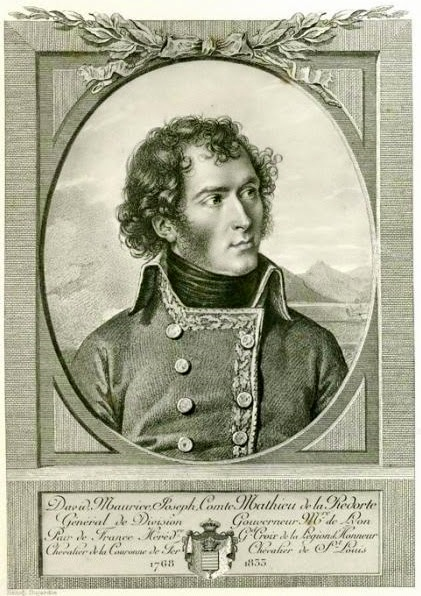
David Mathieu de La Redorte.

## Titres
- Comte Mathieu et de l'Empire (26 avril 1810)
- Baron-pair Mathieu de La Redorte (5 mars 1819)

## Armes
Burelé d'argent et de sinople; au chef de gueules, chargé de 3 étoiles d'or.

## Filiation
- Joseph Mathieu (1674-?) X (1695) Susanne Fabre (1674-?)
  - Pierre Mathieu (1696-?) X (1725) Suzanne Gibert (?-1765)
    - Joseph Mathieu (1726-?) X (1765) Jeanne de Barrau de Muratel (1742-1827)
      - Suzanne Mathieu (1765-?)
      - Jean Mathieu (1767-?)
      - David Mathieu de La Redorte, comte Mathieu et de l'Empire (1768-1833) X (1802) Honorine Lejeans (1782-1806)
        - Joseph Mathieu de La Redorte, comte Mathieu et de l'Empire (1803-1886) X (1830) Louise Suchet d'Albuféra (1811-1885)
          - Louis-Maurice Mathieu de La Redorte, comte Mathieu et de l'Empire (1832-1908) X (1893) Charlotte Bouchez (1834-1915)
          - Valentine Mathieu de La Redorte (1834-1889) X (1854) Joseph Cornudet des Chomettes (1825-1876)
          - Louis-Ernest Mathieu de La Redorte, comte Mathieu et de l'Empire (1840-1926) X (1891) Stephanie Abeille (1846-1926)

## Alliances
Cette famille s'est alliée aux familles : Fabre (1695), Gibert (1725), de Barrau de Muratel (1765), Lejeans (1802), Suchet d'Albuféra (1830), Cornudet des Chomettes (1854), Abeille (1891), Bouchez (1893)...